# Родео (Нью-Мексико)
Родео (англ. Rodeo) — переписна місцевість (CDP) в США, в окрузі Ідальго штату Нью-Мексико. Населення — 108 осіб (2020).

## Географія
Родео розташоване за координатами 31°50′23″ пн. ш. 109°1′36″ зх. д. / 31.83972° пн. ш. 109.02667° зх. д. (31.839647, -109.026640).  За даними Бюро перепису населення США в 2010 році переписна місцевість мала площу 21,21 км², уся площа — суходіл.

## Демографія
Згідно з переписом 2010 року, у переписній місцевості мешкала 101 особа в 59 домогосподарствах у складі 25 родин. Густота населення становила 5 осіб/км².  Було 80 помешкань (4/км²).
Расовий склад населення:
| - 83,2 % — білих - 4,0 % — корінних американців - 3,0 % — азіатів - 5,9 % — осіб інших рас |

До двох чи більше рас належало 4,0 %. Частка іспаномовних становила 23,8 % від усіх жителів.
За віковим діапазоном населення розподілялося таким чином: 10,9 % — особи молодші 18 років, 61,4 % — особи у віці 18—64 років, 27,7 % — особи у віці 65 років та старші. Медіана віку мешканця становила 56,5 року. На 100 осіб жіночої статі у переписній місцевості припадало 119,6 чоловіків;  на 100 жінок у віці від 18 років та старших — 130,8 чоловіків також старших 18 років.
За межею бідності перебувало 37,9 % осіб, у тому числі 0,0 % дітей у віці до 18 років та 58,5 % осіб у віці 65 років та старших.
Цивільне працевлаштоване населення становило 29 осіб. Основні галузі зайнятості: мистецтво, розваги та відпочинок — 41,4 %, роздрібна торгівля — 27,6 %.